# Cnemaspis gigas
Espèce
Statut de conservation UICN

 DD  : Données insuffisantes

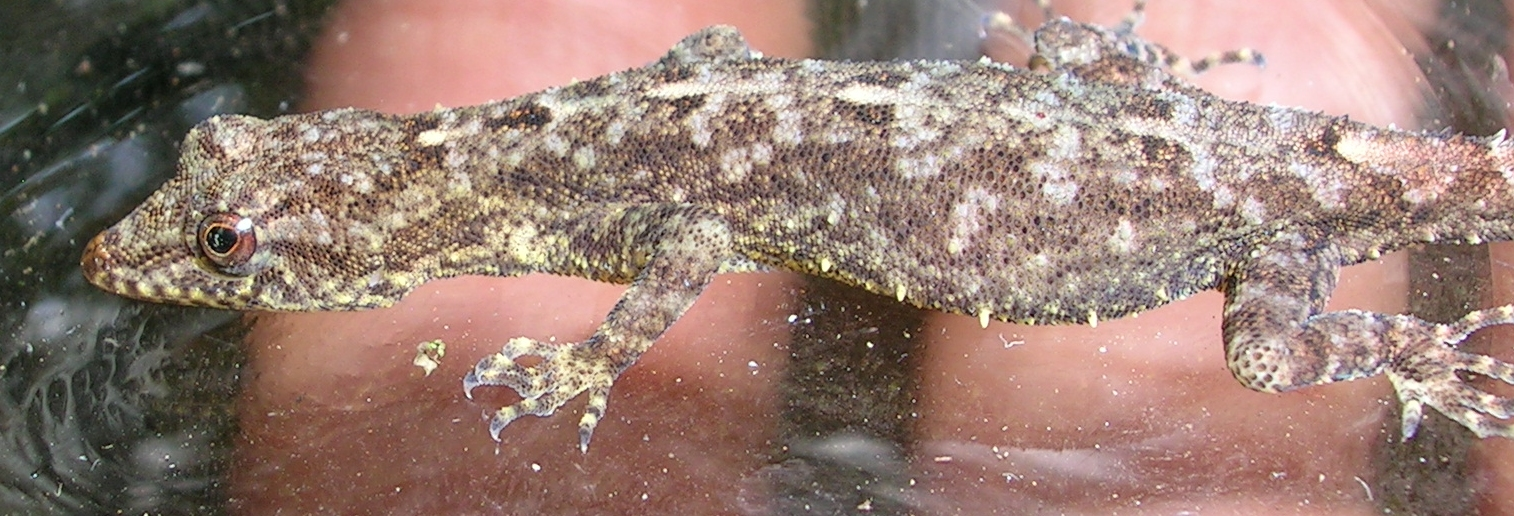
Cnemaspus gigas du Nigeria

Cnemaspis gigas est une espèce de geckos de la famille des Gekkonidae.

## Répartition
Cette espèce est endémique du Nigeria. Elle a été découverte à 1 200 m d'altitude sur le plateau de Jos.

## Publication originale
- Perret, 1986 : Revision des espèces africaines du genre Cnemaspis Strauch, sous-genre Ancylodactylus Muller (Lacertilia, Gekkonidae), avec la description de quatre espèces nouvelles. Revue Suisse de Zoologie, vol. 93, no 2, p. 457-505 (texte intégral).